# Herihor
Herihor war der Schwiegersohn von Pianch, dessen Nachfolger als Hohepriester des Amun in Theben und amtierte während der ausgehenden 20. bis zum Beginn der 21. Dynastie (Dritte Zwischenzeit) um 1076 bis 1066 v. Chr.
Herihor war vermutlich ein General libyscher Herkunft und trug während seiner Regierungszeit die Titel des Hohepriesters von Theben, obersten Heerführers und des Vizekönigs von Kusch. Er residierte – wie sein Vorgänger – in Theben und beherrschte Oberägypten und Nubien, während der eigentliche Pharao Ramses XI. nur Memphis und Mittelägypten und Smendes I. von Tanis aus Unterägypten kontrollierte.
Wegen seiner großen Machtfülle sah sich Herihor als mit dem König gleichgestellt an und ließ daher Namenskartuschen anfertigen, die sich im Peristyl des Chons-Tempels in Karnak befinden.

## Weitere Namen
- Horusname: Starker Stier, Sohn des Amun, der Denkmäler errichtet wegen der Trefflichkeit dessen, der ihn erzeugt hat, oder Starker Stier, Sohn des Amun, groß an Wohltaten in Karnak
- Nebtiname: Der die Götter zufriedenstellt, der ihre Tempel baut, der tut, womit ihre Ka’s zufrieden sind, oder Der das Benben-Heiligtum reinigt, der es mit Denkmälern füllt, der erglänzt wie der Horizont, wenn Re in ihm ist
- Goldname: Der Wohltaten tut in Karnak für seinen Vater Amun, der seine Schönheit erschafft, oder Der die Maat vollzieht überall in den beiden Ländern, der alle Götter zufrieden sein läßt in ihrem Perwer-Sanktuar